# Taningia danae
Taningia danae Joubin, 1931 è una specie di calamaro appartenente alla famiglia Octopoteuthidae. Questo cefalopode si distingue per la sua grandezza e le sue insolite capacità bioluminescenti, che lo distinguono da molti altri calamari. È una delle più grandi specie di calamaro conosciute, potendo raggiungere una lunghezza del mantello di 1,7 metri e una lunghezza totale di 2,3 metri. Il più grande esemplare conosciuto, una femmina adulta, pesava 161,4 kg.
T. danae prende il nome dal biologo danese Åge Vedel Tåning (1890-1958), che spesso viaggiava a bordo della nave da ricerca Dana.

## Descrizione
Il corpo di T. danae è caratterizzato da una struttura robusta, con otto braccia relativamente corte rispetto al corpo, ma molto muscolose. A differenza di molti altri calamari, non presenta due tentacoli più lunghi per la cattura delle prede. Sulle sue braccia sono presenti potenti ventose, ognuna dotata di anelli di denti cornei che gli consentono di trattenere saldamente le prede.
Un aspetto unico di questa specie è la presenza di organi bioluminescenti posti all'estremità delle due braccia più lunghe. Questi organi emettono luce mediante un meccanismo che sfrutta una reazione chimica. Si ipotizza che la bioluminescenza serva a vari scopi, come attrarre prede o confondere i predatori.

## Biologia

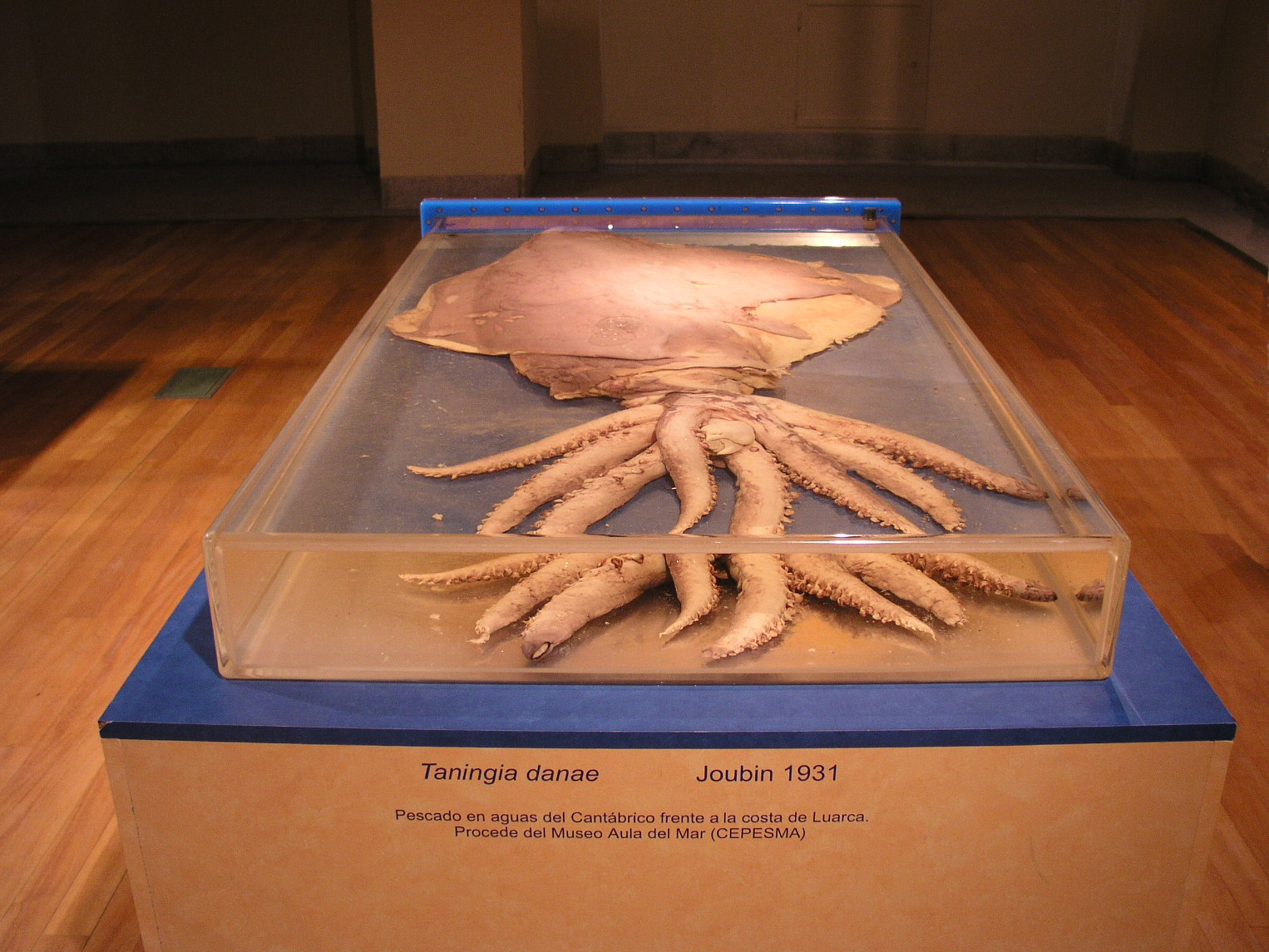
Un esemplare al Museo di Scienze Naturali di Madrid

T. danae è uno dei pochi calamari in cui la bioluminescenza è utilizzata in modo attivo per la caccia e la difesa. Quando si muove nell'oscurità degli abissi, il calamaro può emettere brevi lampi di luce che disorientano le prede, come pesci e altri molluschi, facilitandone la cattura. Inoltre, si ritiene che la bioluminescenza possa essere un mezzo per comunicare con altri individui della stessa specie o per spaventare eventuali predatori. Un aspetto interessante del comportamento di questo calamaro è che, contrariamente ad altre specie che usano la bioluminescenza, T. danae sembra essere in grado di controllare la frequenza e l'intensità dei lampi. Studi effettuati con telecamere subacquee hanno mostrato che questi lampi possono essere emessi in serie ripetitive, il che suggerisce un livello di controllo avanzato.
Il ciclo riproduttivo di T. danae non è ancora del tutto chiaro, ma, come molti altri cefalopodi, è probabile che si riproduca una sola volta nella vita (riproduzione semelpara), deponga le uova e poi muoia. Le femmine rilasciano le uova in grandi quantità, che vengono fecondate dai maschi durante il contatto. Le larve e i giovani calamari vivono negli strati più superficiali del mare prima di trasferirsi in profondità man mano che maturano.

## Distribuzione e habitat
T. danae abita principalmente gli oceani profondi, tra i 200 e i 1000 metri di profondità, sebbene possa essere osservato anche a maggiori profondità. La sua distribuzione è ampia, comprendendo oceani tropicali e temperati. Tuttavia, a causa della difficoltà di esplorazione delle profondità marine, le osservazioni dirette sono piuttosto rare e molte delle informazioni su questa specie derivano da esemplari catturati accidentalmente dalle reti da pesca in acque profonde.
Essendo un predatore delle profondità, T. danae gioca un ruolo cruciale negli ecosistemi marini profondi, regolando la popolazione delle sue prede e contribuendo all'equilibrio ecologico dell'oceano. Inoltre, come preda di grandi squali e capodogli, rappresenta una componente significativa della dieta di questi predatori di alto livello.